# Joe Symonds
Joe Symonds (* 28. Dezember 1894 in Plymouth, England; † 4. März 1953) war ein britischer Boxer im Fliegengewicht.

## Profikarriere
Im Jahre 1910 begann er erfolgreich seine Profikarriere. Am 15. Mai 1914 boxte er gegen Percy Jones um die universelle Weltmeisterschaft und gewann durch Aufgabe in Runde 18. Diesen Gürtel verlor er am 16. November desselben Jahres an Jimmy Wilde nach Punkten. 
Im Januar 1915 errang er diesen Titel allerdings erneut und hielt ihn bis zum 18. Oktober desselben Jahres.
Im Jahre 1924 beendete er seine Karriere.